# Опара
Опара е местност в днешна Албания, заемаща средищния район по течението на Девол, между Корча и Берат.
Административно местността се намира на територията на област Корча - най-западната част на Малик с център Моглица. Сместена е между планините Валамара от север и Островица – от юг.
През XVI век цялата област е българска.  През XIX век албанологът Густав Вайганд пише:
| „ | Българските села южно от Корча (Корица), Дреново и Бобощица образуват езиков остров, който не е във връзка с останалата българска езикова област. Това са последните останки от българската езикова област, разпростирала се някога на запад до Адриатическо море, за която напомнят много български имена на местности в района на Томорица (най-големия приток на река Девол) и Опара между Берат (наричан някога Белград) и Корча. | “ |

Според класическото разбиране за обхвата на историко-географската област на Македония, Опара е нейната най-югозападна част.